# Семенище
Семенище (на македонска литературна норма: Семениште; на албански: Semenishti) е село в община Сарай, Северна Македония.

## География
Селото е разположено в западния край на Скопското поле, вляво от магистралата Скопие - Тетово на десния бряг на Суводолица.

## История

### Етимология
Според академик Иван Дуриданов името е първоначален патроним на -ишти < -itji от личното име * Sěmenъ, от основа Sěm(i)-, което се среща в името Sěmi-slavъ (полски, сръбски, хърватски и словенски), полското Siemi-mysł и други.

### В Сърбия, Югославия и Северна Македония
След Междусъюзническата война в 1913 година селото попада в Сърбия.
На етническата си карта от 1927 година Леонард Шулце Йена показва Сейменище (Sejmenište) като албанско село.
На етническата си карта на Северозападна Македония в 1929 година Афанасий Селишчев отбелязва Семенище като албанско село.
Според преброяването от 2002 година Семенище има 559 жители.
| Националност     | Всичко |
| северномакедонци | 1      |
| албанци          | 557    |
| турци            | 0      |
| роми             | 0      |
| власи            | 0      |
| сърби            | 0      |
| бошняци          | 1      |
| други            | 0      |